# Zabłocki
Zabłocki ist der Name eines alten polnischen Adelsgeschlechts aus dem Stamm Jastrzębiec und des Wappens "Łada", welches nach dem Erwerb von Zabłocie Pułtuskie in Großpolen im Jahre 1500 den Namen Zabłocki annahm. 1782 wurde Maciej Zabłocki von Kaiser Joseph II. in den Grafenstand erhoben. Die Führung dieses Titels wurde im Königreich Polen am 24. Mai 1824 anerkannt und am 8. Mai 1861 sowie am 4. Februar 1902 von russischen Behörden bestätigt.

## Wappen

Stammwappen Łada

Das Wappen der Familie Zabłocki ist eine Abwandlung des polnischen Stammwappens Łada. Es zeigt ein silbernes Hufeisen auf rotem Hintergrund, das nach unten hin offen ist. Auf dem Hufeisen sitzt ein goldenes Kreuz. Links befindet sich ein silberner, gestürzter Pfeil und rechts ein ebensolcher mit nach oben zeigender Spitze. Im unteren Feld finden sich zwei mit den Spitzen einander zugewandte Jagdhörner. Auf dem Helm ist ein goldener, bekrönter Löwe, der ein Schwert hält. Das Wappen geht auf das Jahr 1248 zurück.